# 4月26日
4月26日（しがつにじゅうろくにち）は、グレゴリオ暦で年始から116日目（閏年では117日目）にあたり、年末まではあと249日ある。

## できごと

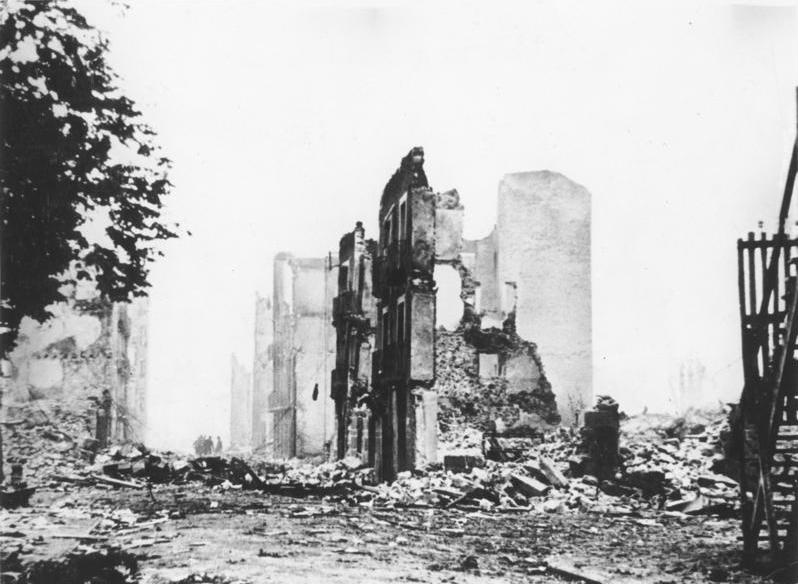
スペイン内戦でドイツ空軍遠征隊「コンドル軍団」がゲルニカを無差別攻撃(1937)

ジュネーヴ和平会議開催(1954)

黒澤明監督の映画『七人の侍』公開(1954)

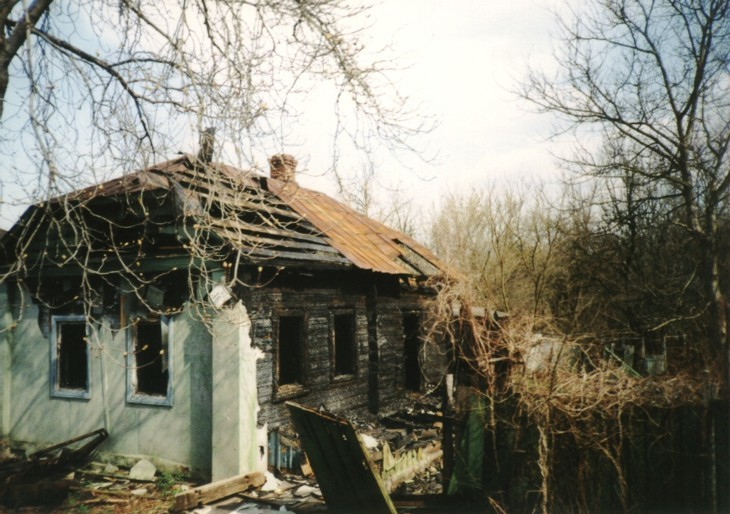
チェルノブイリ原子力発電所事故(1986)。画像は事故後放棄された村。

- 1336年 - ペトラルカがモン・ヴァントゥに初登頂（英語版）[1]。
- 1865年 - アンニーバレ・デ・ガスパリスによって83番目の小惑星「ベアトリックス」が発見される。
- 1478年 - イタリアのフィレンツェでパッツィ家の陰謀事件が起きる。パッツィ家がメディチ家当主らを暗殺しようとして失敗。
- 1890年 - 日本で「商法」公布。
- 1903年 - アトレティコ・マドリード設立。
- 1915年 - 第一次世界大戦: イタリアが連合国側に参戦する代わりに、南チロル・ダルマチアなどの未回収のイタリアを得るロンドン条約（ロンドン密約）が結ばれる。
- 1918年 - 第一次世界大戦: フランスのヴィレ＝ブルトヌーで、イギリス陸軍のマーク IV 戦車とドイツ帝国陸軍のA7Vが史上初の戦車同士の戦闘を行う。
- 1923年 - 宮城県鶯沢村で670戸、岩手県軽米村で550戸焼失する大火[2]。
- 1924年 - 東京・日比谷野外音楽堂で日本軽体重級拳闘選手権試合を開催。日本初のボクシングタイトルマッチが開催される。
- 1924年 - 大森コートにて、第1回早稲田大学対慶應義塾大学テニス対抗戦が開催される。4月27日まで。
- 1925年 - 1925年ドイツ大統領選挙の第2回投票でパウル・フォン・ヒンデンブルクがヴィルヘルム・マルクスらを破り当選。
- 1933年 - ドイツ・プロイセン州の秘密警察としてゲシュタポを創設。1936年にドイツ全土に活動範囲を拡大。
- 1937年 - スペイン内戦: ドイツ空軍遠征隊「コンドル軍団」がスペインの町ゲルニカを無差別攻撃、非戦闘員2,000人以上が死亡。
- 1938年 - Me 209が755.13km/hを記録し、レシプロ陸上機の速度記録を更新。
- 1942年 - 満州国・本渓湖炭鉱で粉塵爆発。坑夫1,549人が死亡。
- 1944年 - ゲオルギオス・パパンドレウがギリシャ亡命政権の首相に就任。
- 1954年 - インドシナ戦争休戦のためのジュネーヴ和平会議開催。
- 1954年 - 黒澤明監督の映画『七人の侍』が公開。
- 1956年 - 日本で「首都圏整備法」公布。
- 1959年 - 巨人の王貞治が初ホームラン。それまで開幕以来26打席連続無安打。
- 1964年 - タンガニーカとザンジバルが合同し、タンザニア連合共和国が成立。
- 1966年 - 日本で戦後最大の交通ゼネラル・ストライキ。私鉄大手10社が24時間スト、国労・動労・全自交が共闘して時限ストに突入し、1,300万人に影響。
- 1966年 - イタリア・ローマで開催された第64回IOC総会において、1972年の冬季オリンピックの開催地が札幌に、同年の夏季オリンピックの開催地がミュンヘンに決定。
- 1970年 - エフエム東京（TOKYO FM）開局。
- 1970年 - アイジャック事件: 日本万国博覧会会場の太陽の塔の眼の部分に男が籠城し、8日間立てこもる[3]。
- 1972年 - イースタン航空がロッキード L-1011 トライスターを初就航させる。
- 1974年 - 山形県大蔵村で大規模な地すべりが発生。死者負傷者30名、被害家屋等20戸[4][5]。
- 1977年 - 近鉄の鈴木啓示投手が通算200勝を達成。
- 1982年 - 大韓民国・慶尚南道で警官・禹範坤が無差別殺人。夜から翌日朝にかけて57人を殺害し、手榴弾で自殺。
- 1986年 - ソ連・ウクライナ共和国のチェルノブイリ原子力発電所で大規模事故。（チェルノブイリ原子力発電所事故）
- 1988年 - 大韓民国（第六共和国時代）で、第13代総選挙が行なわれる。
- 1991年 - 日本の自衛隊掃海艇派遣が湾岸戦争によるペルシア湾の機雷除去へ出発、日本にとって初のPKO派遣。
- 1994年 - 中華航空140便墜落事故。台北発名古屋行きのエアバスA300が着陸に失敗し、264人が死亡。
- 2001年 - 小泉純一郎が第87代日本国首相に就任。第1次小泉内閣が発足。
- 2002年 - エアフルト事件。ドイツ・テューリンゲン州のエアフルトで少年が17人を殺害した後自殺。
- 2006年 - 耐震強度偽装事件発覚。建築士、建設会社幹部、民間検査機関幹部など8人が逮捕される。
- 2007年 - ミャンマーが、1983年10月のラングーン事件以来断交していた北朝鮮との国交を約24年ぶりに回復。
- 2011年 - マイクロソフトから東日本大震災の影響で延期されていたInternet Explorer 9の日本語正式版が公開される[6]。
- 2025年 - ローマ教皇フランシスコの葬儀がサン・ピエトロ広場で催行される。

## 誕生日

### 人物

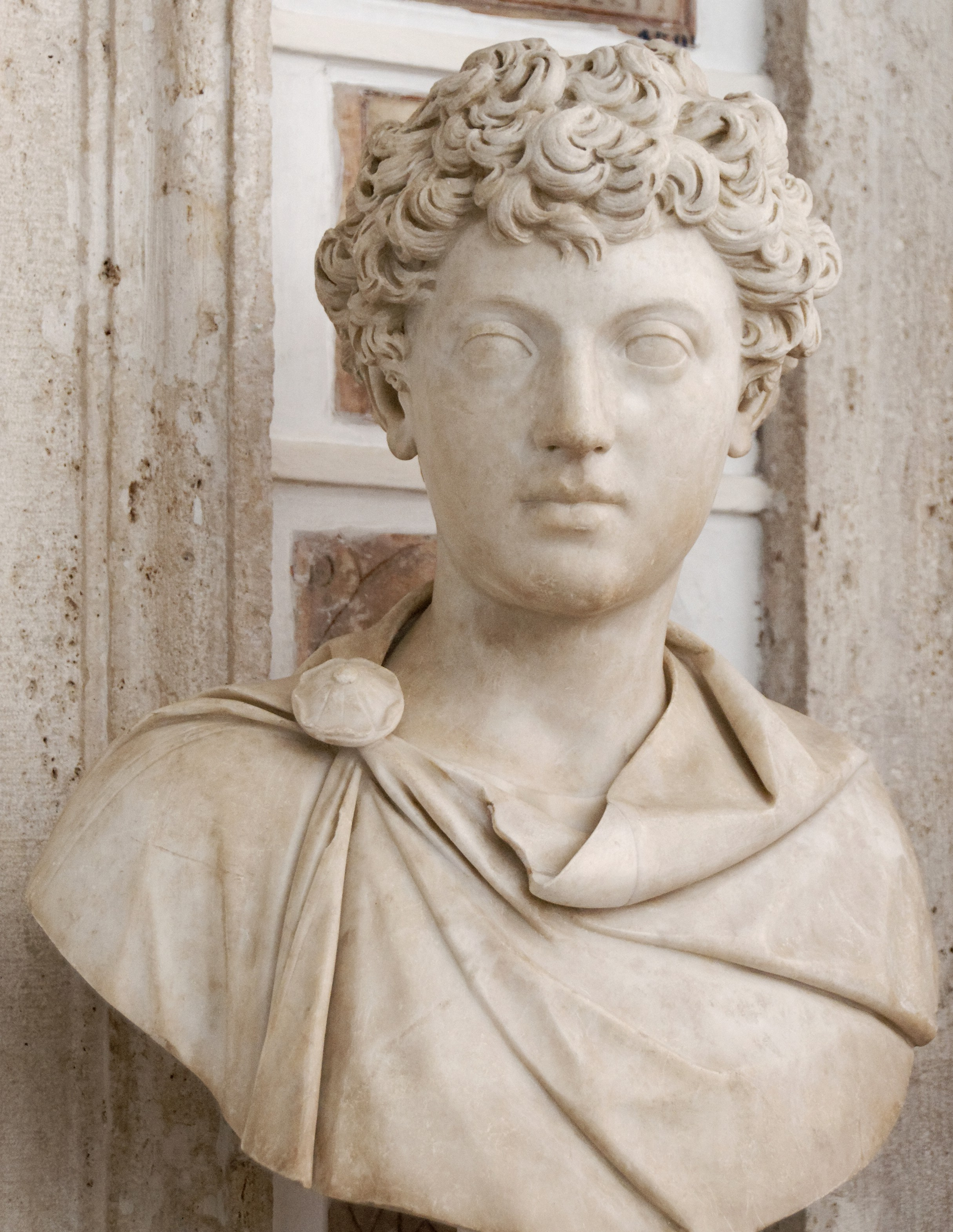
第16代ローマ帝国皇帝、哲人皇帝マルクス・アウレリウス・アントニヌス(121-180)誕生。

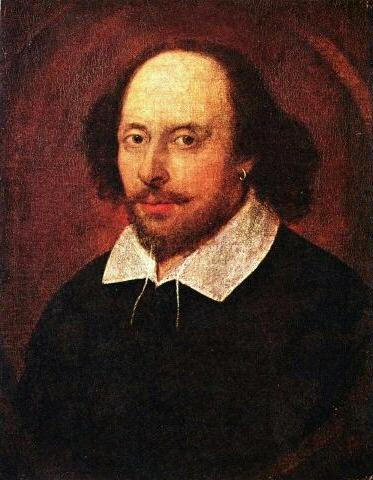
ウィリアム・シェイクスピア(1564-1616)

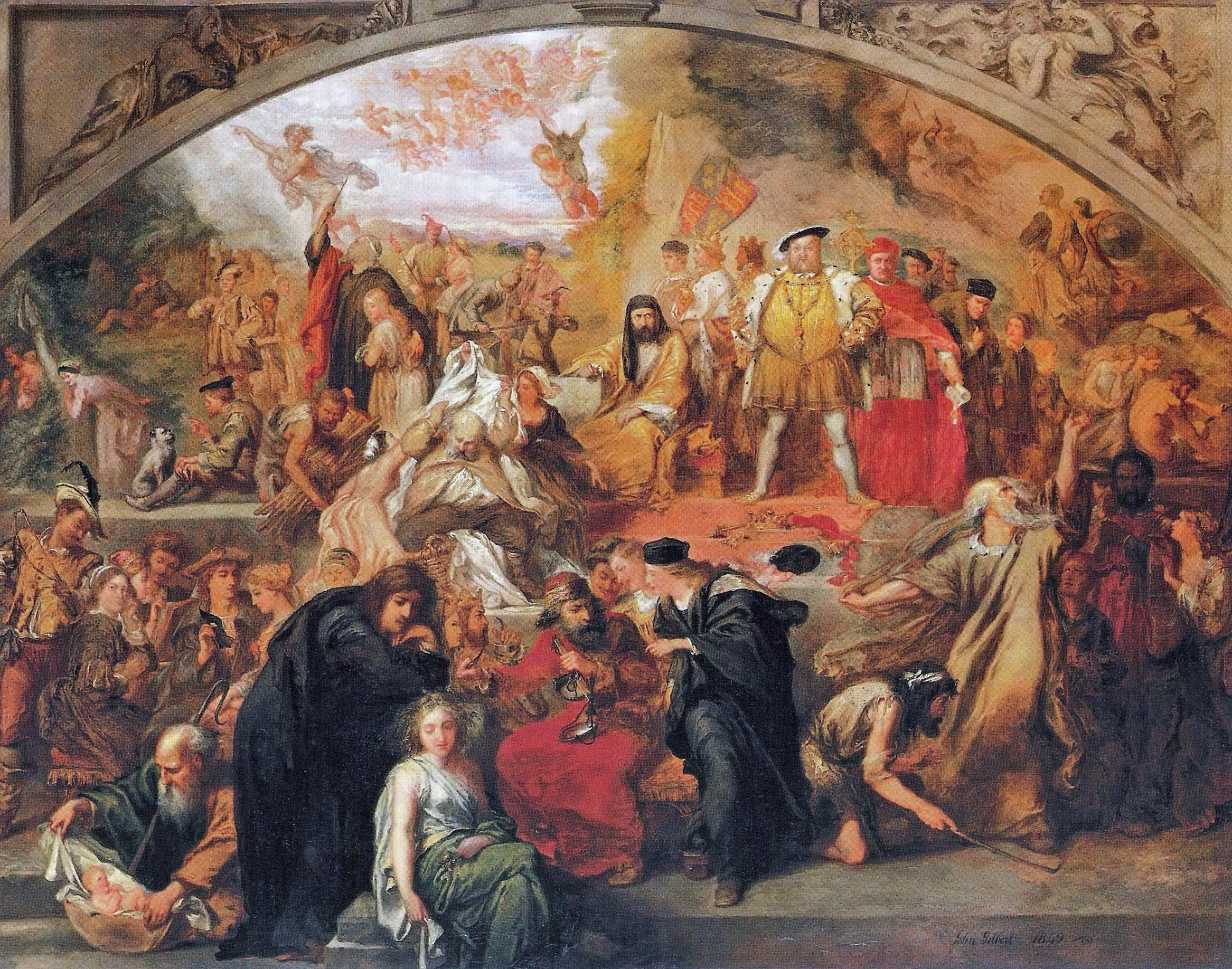
ウィリアム・シェイクスピア(1564-1616)の洗礼日。画像はジョン・ギルバート『シェイクスピアの諸演劇』(1849)。

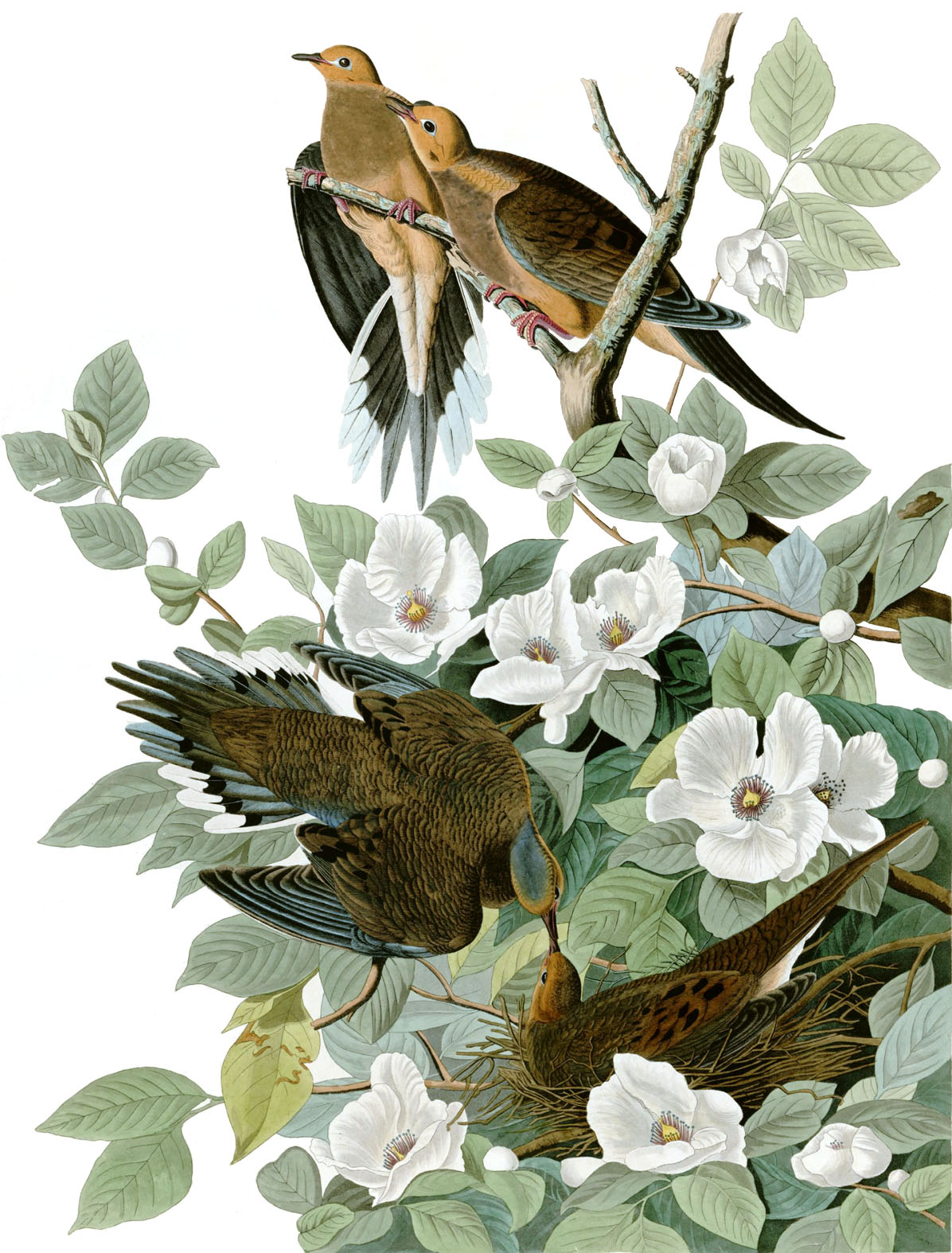
博物画家、ジョン・ジェームズ・オーデュボン(1785-1851)誕生。画像は代表作『アメリカの鳥類』(1838)よりナゲキバト

画家ウジェーヌ・ドラクロワ(1798-1863)誕生。画像は『民衆を導く自由の女神』(1830)

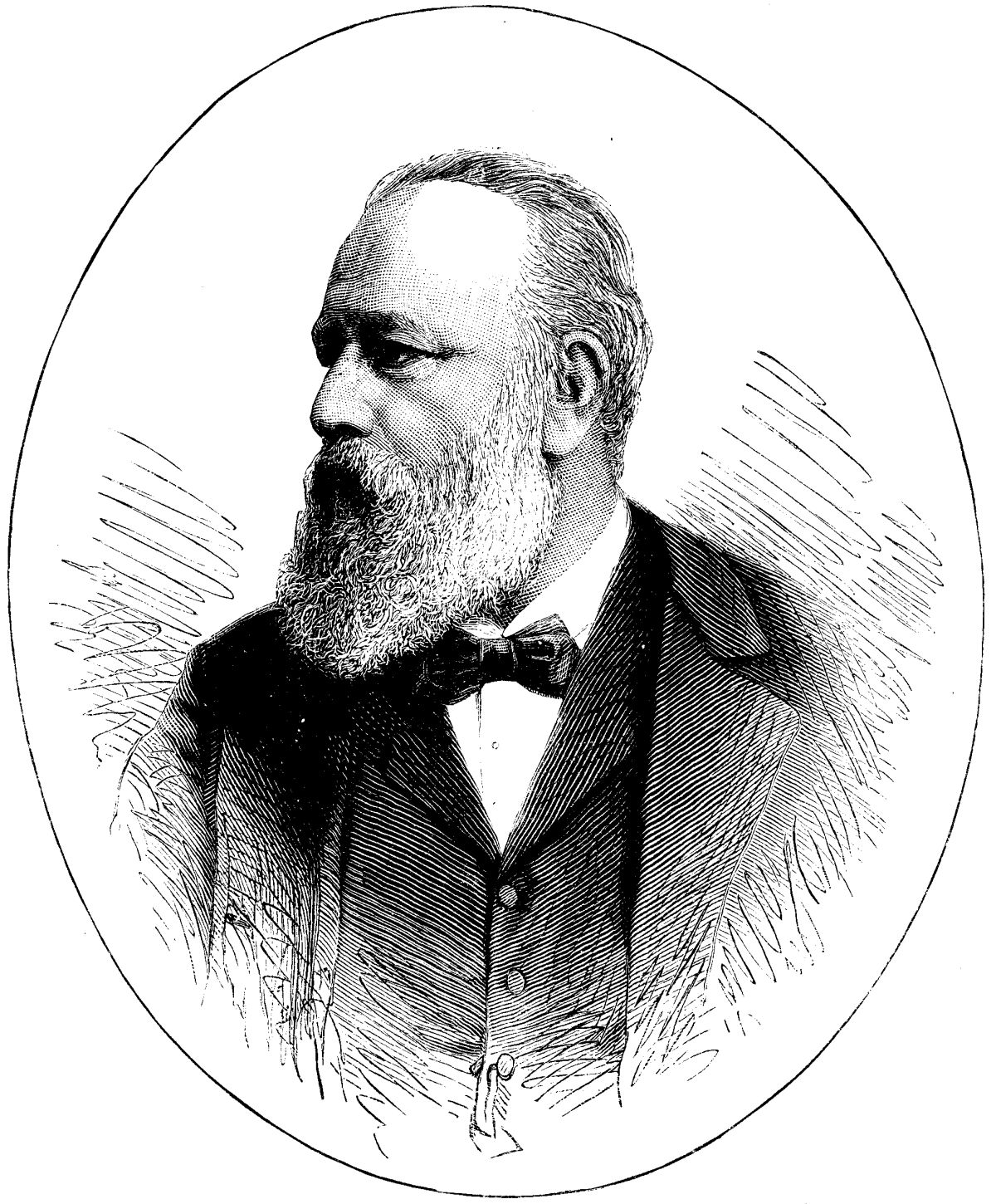
胃癌の摘出を初めて成功させた外科医、テオドール・ビルロート(1829-1894)誕生。

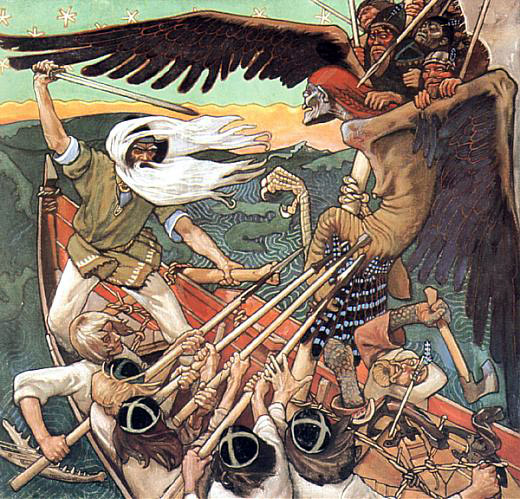
フィンランドの国民的叙事詩『カレワラ』を多く描いた画家アクセリ・ガッレン＝カッレラ(1865-1931)誕生。画像は『サンポの防衛』(1896)

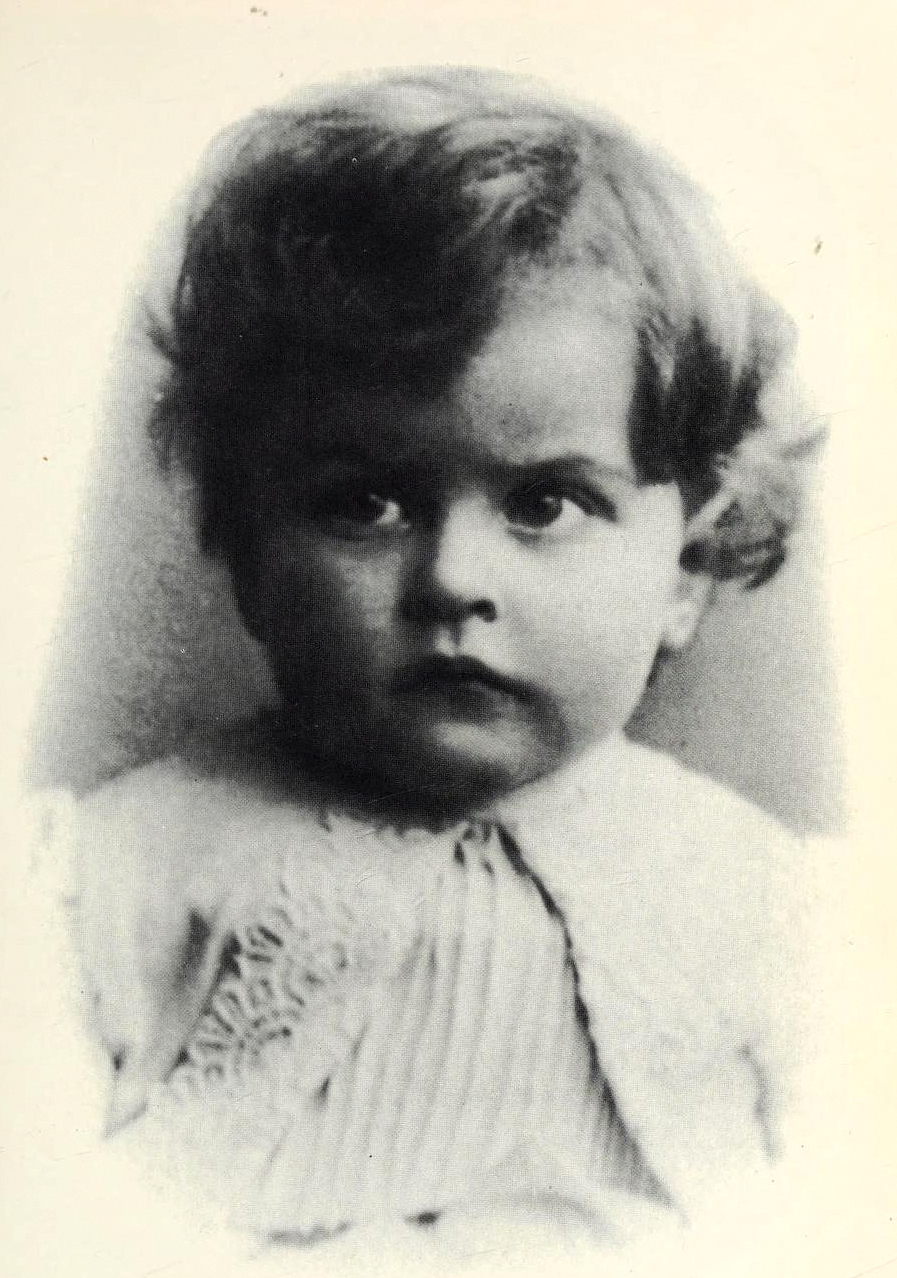
哲学者ルートヴィヒ・ウィトゲンシュタイン(1889-1951)誕生。

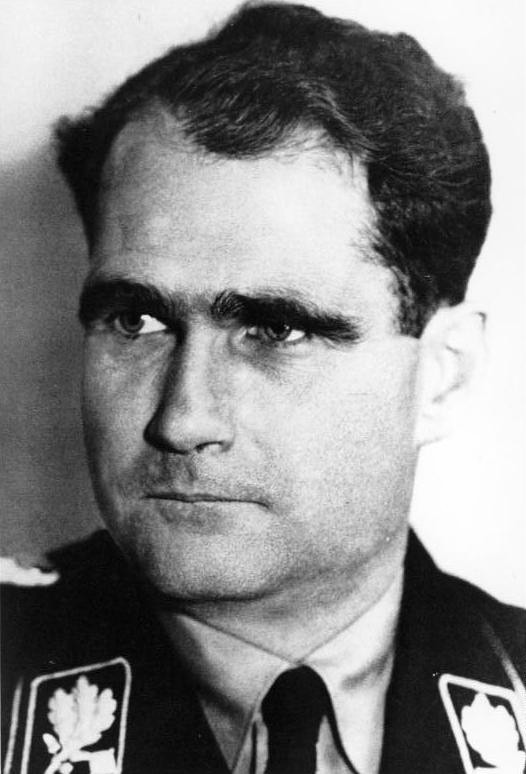
ナチス・ドイツの親衛隊大将、ルドルフ・ヘス(1894-1987)誕生。

- 121年 - マルクス・アウレリウス・アントニヌス、ローマ皇帝（+ 180年）
- 1564年 - ウィリアム・シェイクスピア、劇作家、詩人（+ 1616年）[注 1]
- 1575年 - マリー・ド・メディシス、フランス王妃（+ 1642年）
- 1648年 - ペドロ2世、ポルトガル王（+ 1706年）
- 1659年（万治2年3月5日） - 黒田長重、秋月藩主（+ 1710年）
- 1710年 - トマス・リード、哲学者（+ 1796年）
- 1723年（享保8年3月22日） - 関政富、新見藩主（+ 1760年）
- 1768年（明和5年3月10日） - 池田治道、鳥取藩主（+ 1798年）
- 1770年（明和7年4月1日） - 松平近義、府内藩主（+ 1807年）
- 1774年 - レオポルト・フォン・ブーフ、地質学者、古生物学者（+ 1853年）
- 1776年（安永5年3月9日） - 榊原政令、高田藩主（+ 1861年）
- 1782年 - マリー・アメリー・ド・ブルボン、フランス王妃（+ 1866年）
- 1785年 - ジョン・ジェームズ・オーデュボン、画家（+ 1851年）
- 1798年 - ウジェーヌ・ドラクロワ、画家（+ 1863年）
- 1822年 - フレデリック・ロー・オルムステッド、造園家、都市計画家（+ 1903年）
- 1825年（文政8年3月9日） - 松平斉宣、明石藩主（+ 1844年）
- 1828年（文政11年3月13日） - 西村茂樹、啓蒙思想家、教育家（+ 1902年）
- 1829年 - テオドール・ビルロート、初めて胃癌切除手術に成功した医師（+ 1894年）
- 1832年（天保3年3月26日） - 久松勝行、多古藩主（+ 1869年）
- 1864年（元治元年3月21日） - 三浦謹之助、医学者、東京帝国大学名誉教授（+ 1950年）
- 1865年 - アクセリ・ガッレン＝カッレラ、画家（+ 1931年）
- 1879年 - オーエン・リチャードソン、物理学者（+ 1959年）
- 1885年 - 飯田蛇笏、俳人（+ 1962年）
- 1885年 - 成瀬清（無極）、ドイツ文学者、評論家（+ 1958年）
- 1888年 - オラフ・ヘンリクセン、元プロ野球選手（+ 1962年）
- 1889年 - ルートヴィヒ・ウィトゲンシュタイン、哲学者（+ 1951年）
- 1894年 - ルドルフ・ヘス、政治家、ナチ党副総統（+ 1987年）
- 1896年 - エルンスト・ウーデット、ドイツのエース・パイロット（+ 1941年）
- 1897年 - ダグラス・サーク、映画監督（+ 1987年）
- 1898年 - 内田吐夢、映画監督（+ 1970年）
- 1898年 - ビセンテ・アレイクサンドレ、詩人（+ 1984年）
- 1899年 - ジョセフ・フックス、ヴァイオリニスト（+ 1997年）
- 1900年 - 生悦住求馬、官僚、政治家、官選第33代千葉県知事・第34代宮城県知事・第35代佐賀県知事（+ 1993年）
- 1900年 - チャールズ・リヒター、地震学者（+ 1985年）
- 1900年 - ハック・ウィルソン、元プロ野球選手（+ 1948年）
- 1902年 - エリザベート・ハインペル、教育学者（+ 1972年）
- 1903年 - ニーヴン・ブッシュ、小説家、映画脚本家（+ 1991年）
- 1905年 - 酒井七馬、漫画家、アニメーター、紙芝居作家（+ 1969年）
- 1905年 - ジャン・ヴィゴ、映画監督（+ 1934年）
- 1907年 - 山本健吉、文芸評論家（+ 1988年）
- 1909年 - 金光鑑太郎、宗教家、第4代金光教教主（+ 1991年）
- 1910年 - 田中友幸、映画プロデューサー（+ 1997年）
- 1910年 - エルランド・フォン・コック、作曲家（+ 2009年）
- 1912年 - A・E・ヴァン・ヴォークト、SF作家（+ 2000年）
- 1914年 - バーナード・マラマッド、小説家（+ 1986年）
- 1916年 - 瀬田貞二、児童文学作家、評論家、翻訳家（+ 1979年）
- 1916年 - アイベン・アール、画家（+ 2000年）
- 1916年 - ワーナー・ビショフ、写真家、フォトジャーナリスト（+ 1954年）
- 1917年 - サル・マグリー、プロ野球選手（+ 1992年）
- 1918年 - フランシナ・ブランカース＝クン、陸上競技選手（+ 2004年）
- 1920年 - 河内卓司、元プロ野球選手（+ 2016年）
- 1921年 - ジミー・ジュフリー、ジャズミュージシャン（+ 2008年）
- 1922年 - 佐伯彰一、アメリカ文学者、文芸評論家（+ 2016年）
- 1922年 - 内海英男、政治家、第46代建設大臣、第17代国土庁長官（+ 2005年）
- 1924年 - 柴田鐵雄、剣道家、鞍馬流剣術第17代宗家（+ 2004年）
- 1925年 - 胡桃沢耕史、小説家（+ 1994年）
- 1925年 - 長野ハル、プロボクシング・マネージャー（+ 2025年）
- 1925年 - ザカリア・フロゼ、指揮者（+ 2005年）
- 1929年 - 鈴木道彦、フランス文学者、獨協大学名誉教授（+ 2024年）
- 1929年 - 吉井清一郎、経済学者、北海学園大学名誉教授（+ 2012年）
- 1929年 - 鶴ヶ嶺昭男、元大相撲力士、年寄11代井筒（+ 2006年）
- 1930年 - 加藤秀俊、評論家（+ 2023年）
- 1931年 - 荻原隆、元プロ野球選手
- 1932年 - フランシス・レイ、作曲家（+ 2018年）
- 1932年 - マイケル・スミス、生化学者（+ 2000年）
- 1932年 - 小野信一、政治家（+ 2017年）
- 1933年 - 河上和雄、弁護士、検察官（+ 2015年）
- 1933年 - 宮本敏雄、元プロ野球選手（+ 2017年）
- 1933年 - アーノ・ペンジアス、電子工学者（+ 2024年）
- 1933年 - 戚発軔、宇宙工学研究者
- 1935年 - 桜井薫、元プロ野球選手
- 1935年 - 岡田忠弘、元プロ野球選手
- 1936年 - 大橋広好、植物学者、東北大学名誉教授
- 1937年 - ジャン＝ピエール・ベルトワーズ、レーシングドライバー（+ 2015年）
- 1937年 - 高橋伸樹、漫画家、絵本作家、民話研究者（+ 2010年）
- 1938年 - マヌエル・ブラム、計算機科学者
- 1938年 - 松谷克、実業家、元 日本紙パルプ商事社長（+ 2024年）
- 1939年 - 高橋美徳、プロボクサー（+ 2018年）
- 1940年 - ジョルジオ・モロダー、音楽プロデューサー
- 1940年 - 高井良一男、元プロ野球選手
- 1942年 - クローディーヌ・オージェ、女優（+ 2019年）
- 1942年 - 青山勝巳、元プロ野球選手
- 1943年 - ピーター・ズントー、建築家
- 1944年 - レオン・マックファーデン、元プロ野球選手
- 1944年 - 七森由康、元プロ野球選手
- 1945年 - 大貫隆、宗教学者、聖書学者、東大大学院教授
- 1945年 - リチャード・アーミテージ、政治家、軍人（+ 2025年）
- 1946年 - ターザン山本、元プロレス編集長
- 1946年 - ヴォルフ・カーラー、俳優
- 1946年 - 今西和男、元プロ野球選手
- 1946年 - 山本鉄弥、高校野球指導者（+ 2007年）
- 1947年 - 浜村孝、元プロ野球選手
- 1949年 - 風間杜夫、俳優
- 1949年 - カルロス・ビアンチ、サッカー選手、指導者
- 1949年 - 佐川一政、エッセイスト、カニバリスト（+ 2022年）
- 1949年 - クラッシャー（ジェリー）・ブラックウェル、プロレスラー（+ 1995年）
- 1949年 - 佐藤泰志、小説家（+ 1990年）
- 1950年 - 魁三太郎、俳優、タレント
- 1950年 - 大橋純子[注 2]、歌手（+ 2023年）
- 1951年 - 新谷かおる、漫画家
- 1951年 - 大木こだま、漫才師（大木こだま・ひびき）
- 1951年 - 藤波行雄、元プロ野球選手
- 1952年 - 新井宏昌、元プロ野球選手
- 1952年 - 野田隆、旅行作家
- 1954年 - 三浦一水、政治家
- 1954年 - 山本吉光、元陸上競技選手
- 1955年 - 栃剣展秀、元大相撲力士
- 1955年 - 佃正樹、野球選手（+ 2007年）
- 1955年 - 陳道明、俳優
- 1955年 - マイク・スコット、元プロ野球選手
- 1956年 - 三代目中村又五郎、歌舞伎俳優
- 1957年 - 琴風豪規、元大相撲力士、年寄8代尾車
- 1958年 - ジョニー・ダンフリーズ、レーシングドライバー
- 1958年 - 品田公明、元アナウンサー
- 1959年 - 有栖川有栖、推理作家
- 1960年 - ロジャー・テイラー、ミュージシャン（デュラン・デュラン）
- 1960年 - 西原俊次、ミュージシャン（オメガトライブ）
- 1961年 - 河口純之助、ミュージシャン、音楽プロデューサー
- 1961年 - 島本和彦、漫画家
- 1961年 - 山田修、政治家
- 1961年 - ジョアン・チェン（陳冲）、女優
- 1961年 - 三竹映子、元アナウンサー
- 1961年 - 栗山英樹、元プロ野球選手、監督
- 1961年 - 仲野和男、元プロ野球選手
- 1962年 - 池田裕行、報道記者
- 1962年 - 辻谷耕史、声優（+ 2018年）
- 1962年 - 中西清起、元プロ野球選手
- 1962年 - 琴稲妻佳弘、元大相撲力士、年寄13代粂川
- 1963年 - 伊秩弘将、音楽プロデューサー
- 1963年 - 柴田博之、陸上競技指導者
- 1963年 - ジェット・リー、映画俳優
- 1963年 - 美衣暁、漫画家
- 1964年 - 国木田かっぱ、俳優
- 1964年 - そーたに、放送作家
- 1965年 - ケヴィン・ジェームズ、俳優
- 1966年 - 橋本さとし、俳優
- 1966年 - 杉浦幸二、元プロ野球選手
- 1967年 - ブライアン・ウォーレン、元プロ野球選手
- 1968年 - 植木通彦、競艇選手
- 1968年 - 望月一、元プロ野球選手（+ 2020年）
- 1968年 - 小沢としお、漫画家
- 1969年 - 加藤浩次、お笑いタレント（極楽とんぼ）
- 1969年 - 田中しげ美、声優、俳優
- 1970年 - 斉藤貢、元プロ野球選手
- 1970年 - 南野信吾、音楽プロデューサー（+ 2012年）
- 1970年 - 小花美穂、漫画家
- 1971年 - 田中直樹、お笑いタレント（ココリコ）
- 1972年 - 品川祐、お笑いタレント（品川庄司）
- 1972年 - 丸尾英司、元プロ野球選手
- 1972年 - 加藤厚成、俳優
- 1972年 - キコ、サッカー選手
- 1972年 - ニコライ・ルガンスキー、ピアニスト
- 1973年 - 今井広海、報道部記者、気象予報士、元アナウンサー
- 1974年 - 団長安田、お笑い芸人（安田大サーカス）
- 1974年 - 藤井惠、総合格闘家
- 1974年 - 三井健一、元騎手
- 1975年 - 中澤有美子、アナウンサー
- 1975年 - ジョーイ・ジョーディソン（英語版）、ミュージシャン（スリップノット）
- 1976年 - 綾小路翔、ミュージシャン（氣志團）
- 1976年 - DJ OZMA、歌手
- 1976年 - 大西めぐみ、タレント、フリーアナウンサー
- 1976年 - 森本千絵、アートディレクター
- 1976年 - 桑田鎮典、元バレーボール選手
- 1977年 - 福留孝介、元プロ野球選手
- 1977年 - 西田隆維、元陸上選手
- 1977年 - マーク武蔵、俳優
- 1977年 - トム・ウェリング、俳優
- 1977年 - ダニエル・ロステン、ミュージシャン
- 1978年 - 麻井寛史、ミュージシャン、作曲家（元the★tambourines）
- 1978年 - 鉄平、マルチタレント、VJ、DJ、MC
- 1978年 - 立花慎之介、声優
- 1978年 - 長谷川尚代、漫画原作者
- 1979年 - ヤンネ・ウィルマン、ミュージシャン
- 1980年 - マイク・ウッド、元プロ野球選手
- 1980年 - チャニング・テイタム、俳優
- 1980年 - 平沼成基、俳優
- 1981年 - 小山豊、三味線奏者、津軽三味線小山流三代目
- 1981年 - 武蔵海豊、大相撲力士
- 1981年 - 榛澤舞子、元バレーボール選手
- 1982年 - 小菅かおり、女優、演出家
- 1982年 - 美甘子、アイドル、タレント
- 1982年 - 荻野忠寛、元プロ野球選手
- 1982年 - 李景一、元プロ野球選手
- 1983年 - 森下理音、AV女優、ストリッパー
- 1983年 - 阿部まりな、元ファッションモデル
- 1983年 - 飯原誉士、プロ野球選手
- 1983年 - ジェシカ・リンチ、元軍人
- 1984年 - 北川和歌子、女優、脚本家
- 1985年 - 朝吹まり、漫画家
- 1985年 - 小松優一、シンガーソングライター
- 1985年 - 田淵智也、ミュージシャン（UNISON SQUARE GARDEN）
- 1985年 - 魚谷香織、ボートレーサー
- 1985年 - ショーン・ロドリゲス、プロ野球選手
- 1985年 - 中川裕貴、元プロ野球選手
- 1985年 - 足立友里恵、元アイスホッケー選手
- 1986年 - 森葉子、テレビ朝日アナウンサー
- 1987年 - 永田俊樹、ミュージカル俳優
- 1987年 - 三浦智博、プロ雀士
- 1987年 - 石川友紀、バレーボール選手
- 1987年 - ベン・オルロフ、元プロ野球選手
- 1989年 - 水崎綾女、女優、元グラビアアイドル
- 1989年 - D-LITE、歌手（BIGBANG）
- 1989年 - 古賀さゆり、グラビアアイドル
- 1989年 - 寿るい、元ファッションモデル
- 1989年 - チャド・ベティス、元プロ野球選手
- 1989年 - アーロン・ニゲス、サッカー選手
- 1989年 - 森結有花、アナウンサー
- 1989年 - 金子大輝、イラストレーター
- 1990年 - 松冨倫、元プロ野球選手
- 1990年 - 山田美菜子、ファッションモデル
- 1990年 - ジョナタン・ドス・サントス、サッカー選手
- 1990年 - 岡村帆奈美、tvkアナウンサー
- 1990年 - 中務貴幸、声優
- 1991年 - 橋垣美佑、女優
- 1991年 - 内田錬平、サッカー選手
- 1991年 - 秋山拓巳、元プロ野球選手
- 1992年 - アーロン・ジャッジ、プロ野球選手
- 1993年 - 小野明日香、女優
- 1993年 - 桑田尚典、俳優
- 1993年 - 竹内涼真、俳優
- 1993年 - 光宗薫、タレント（元AKB48）
- 1993年 - 梅澤廉、日本テレビアナウンサー
- 1993年 - 西田直斗、元プロ野球選手
- 1994年 - 伊藤優衣、女優、タレント
- 1994年 - 内藤実穂、ソフトボール選手
- 1994年 - 鈴木翼、元サッカー選手
- 1995年 - 榊原美紅、ファッションモデル、女優
- 1995年 - ノマー・マザラ、プロ野球選手
- 1995年 - 森のんの、アイドル（元SAY-LA）
- 1996年 - 小柳朋恵、元アイドル
- 1996年 - 酒井明日翔、卓球選手
- 1996年 - 鈴木優磨、サッカー選手
- 1996年 - 阿鳥誠、Youtuber
- 1997年 - 巽大介、元プロ野球選手
- 1998年 - ニュー、アイドル（THE BOYZ）
- 1999年 - 高嶋芙佳、ファッションモデル、タレント
- 1999年 - 三山凌輝、俳優、アーティスト
- 2000年 - 桐山和久、声優、歌手、作家
- 2000年 - 野口衣織、アイドル（=LOVE）、声優
- 2000年 - 浜浦彩乃、女優、元アイドル（元こぶしファクトリー）
- 2000年 - 間島和奏、女優、元アイドル（元ラストアイドル）
- 2001年 - 内田珠鈴、歌手、元ファッションモデル
- 2001年 - 青山凌大、俳優、声優
- 2001年 - 伊東稜晟、サッカー選手
- 2001年 - 奥田域太、プロ野球選手
- 2001年 - 上野響平、元プロ野球選手
- 2002年 - 八神慶仁郎、モデル、俳優
- 2002年 - キム・チェヒョン、アイドル（Kep1er）
- 2003年 - 岩崎春果、ファッションモデル
- 2006年 - カミラ・ワリエワ、フィギュアスケート選手
- 2008年 - 遠藤彩加里、アイドル（Juice=Juice）
- 生年不詳 - 三澤勝洸、ギタリスト（パスピエ）
- 生年不詳 - 中村仁美、音楽健康指導士、元演歌歌手
- 非公表 - 多田このみ、声優

### 人物以外（動物など）
- 1995年 - セイウンスカイ、競走馬（+ 2011年）
- 1998年 - ビリーヴ、競走馬、繁殖牝馬
- 2001年 - ハットトリック、競走馬

## 忌日

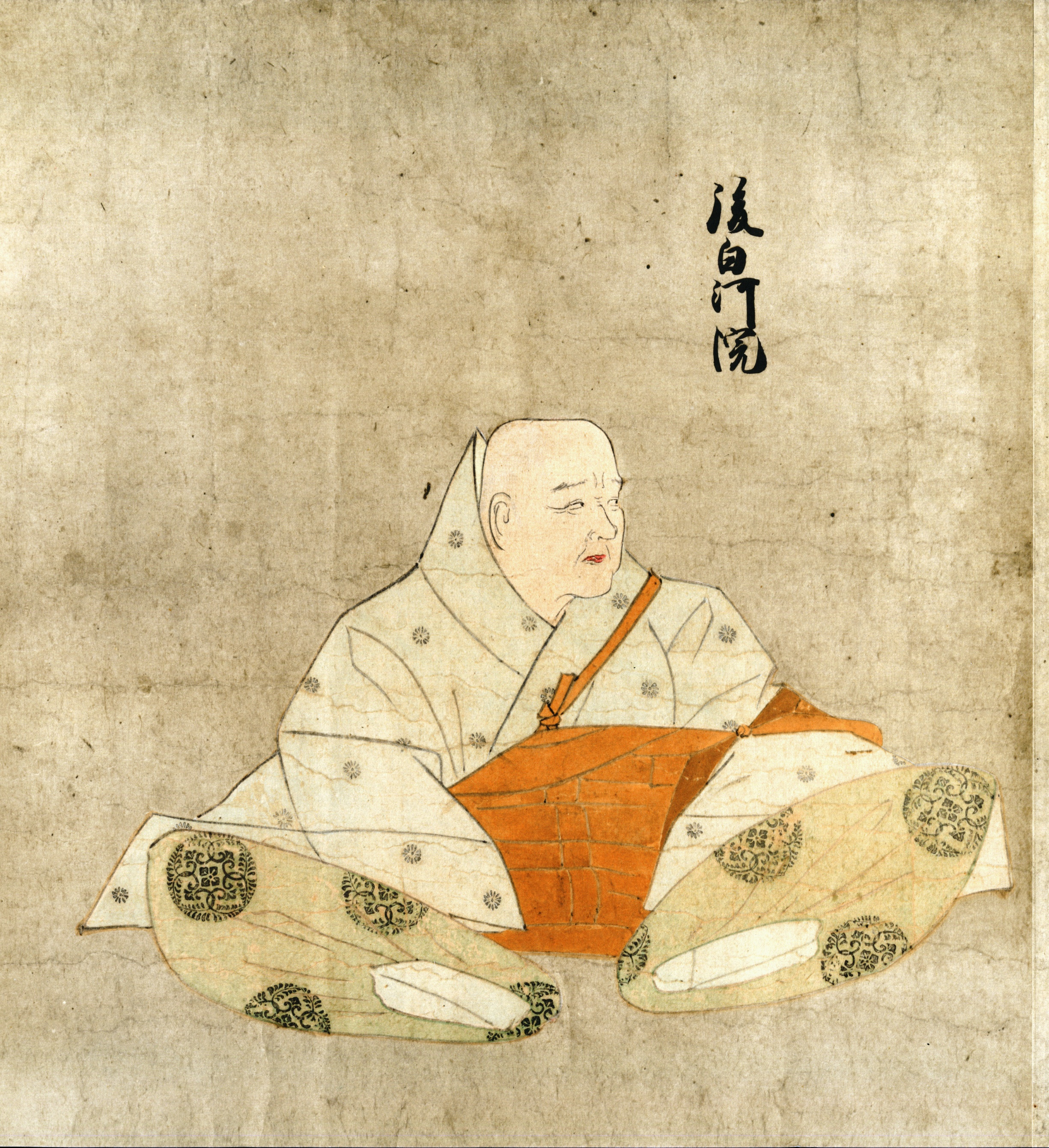
第77代天皇後白河天皇(1127-1192)崩御。30余年に渡って院政を敷いた。

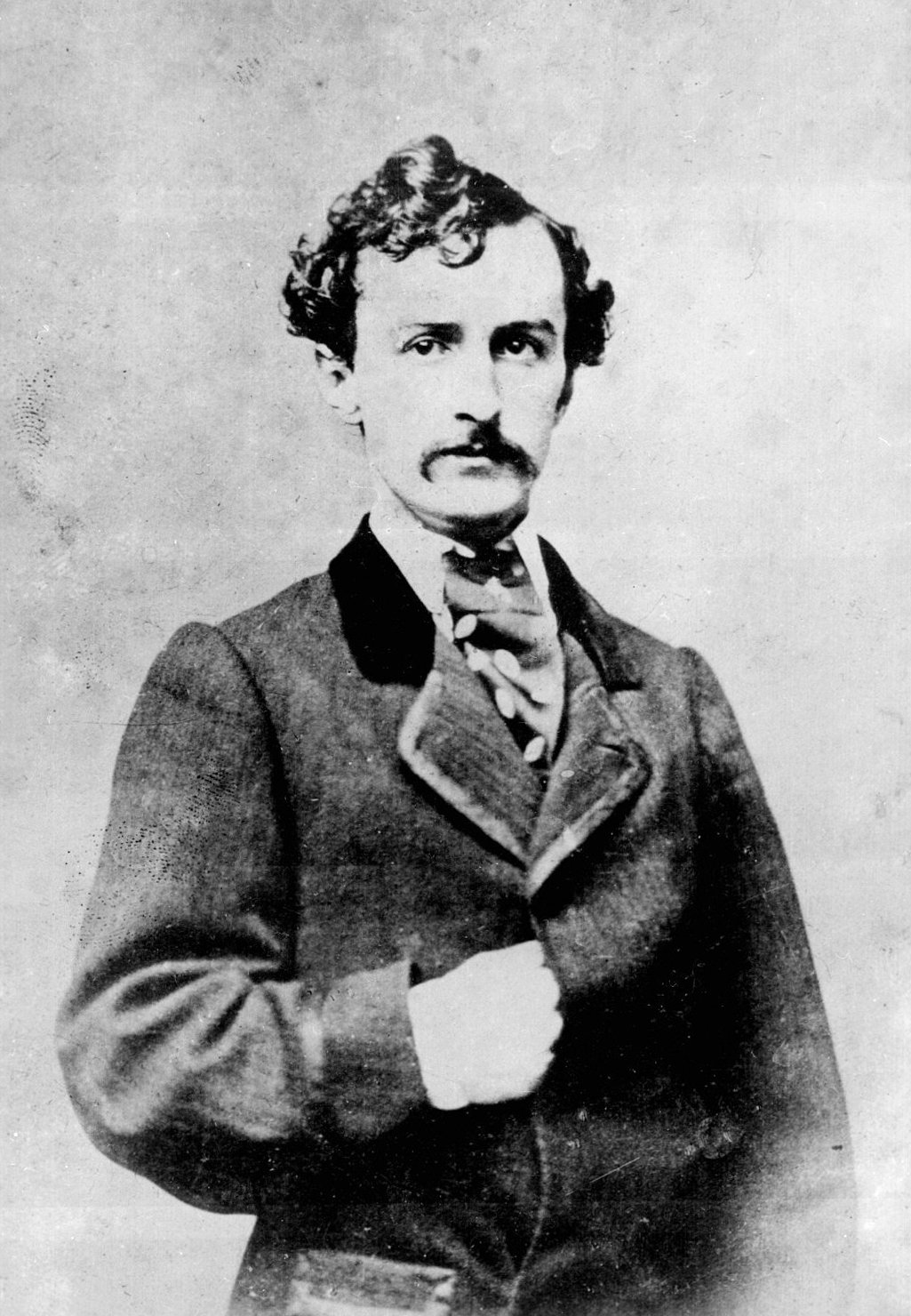
リンカーンを暗殺したジョン・ウィルクス・ブース(1838-1865)、騎兵隊に射殺される。

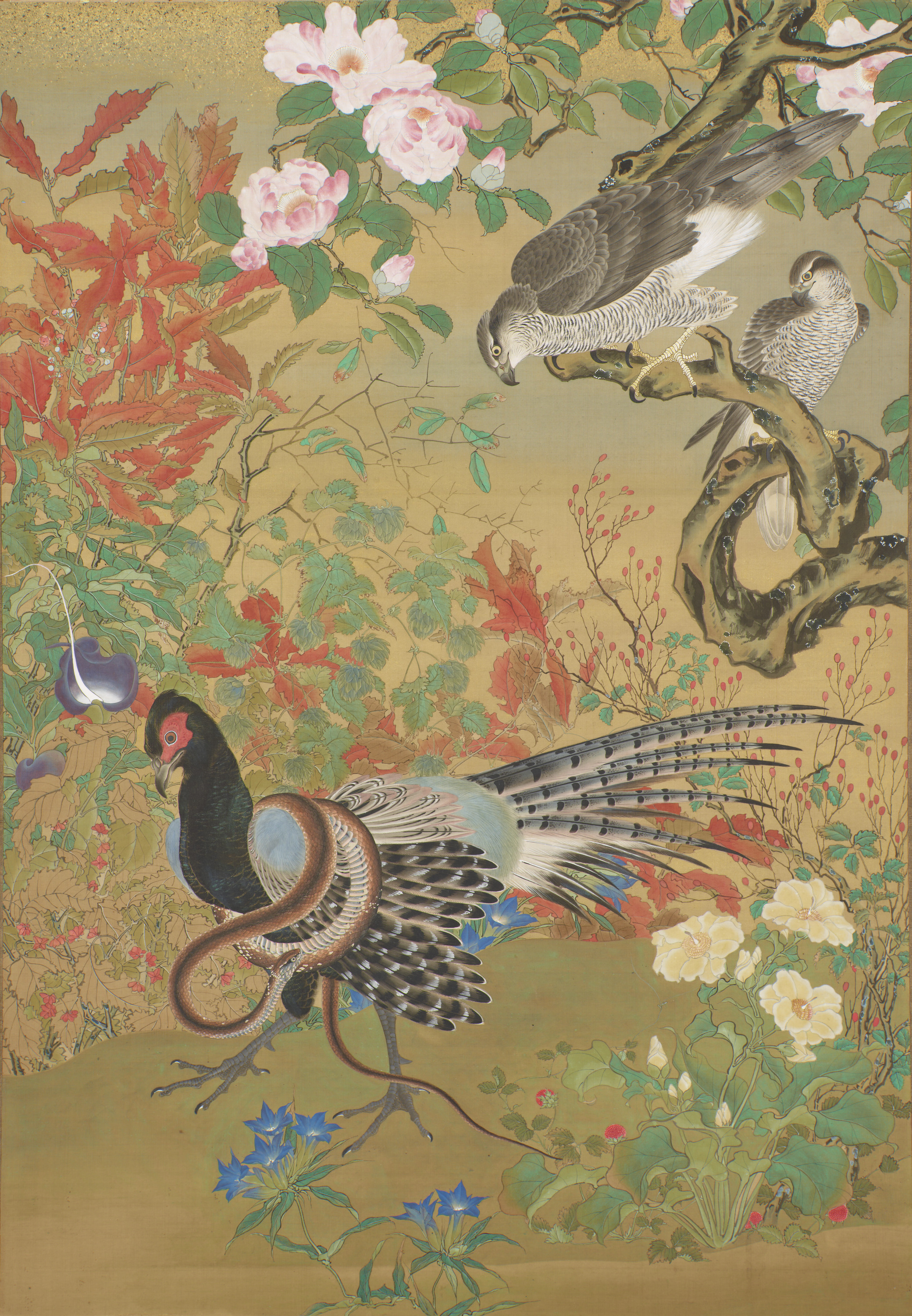
絵師河鍋暁斎(1831-1889)没。画像は「花鳥図」。1881年の第2回内国勧業博覧会に「枯木寒鴉図」と同時出展された。（東京国立博物館蔵）

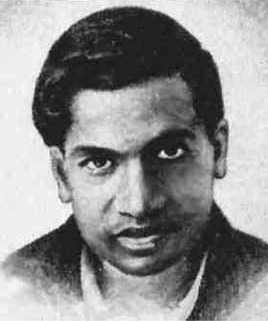
数学者シュリニヴァーサ・ラマヌジャン(1887-1920)没。

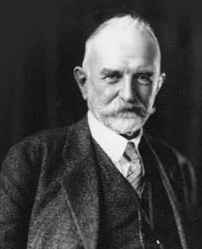
哲学者ジョージ・ハーバート・ミード(1863-1931)没。

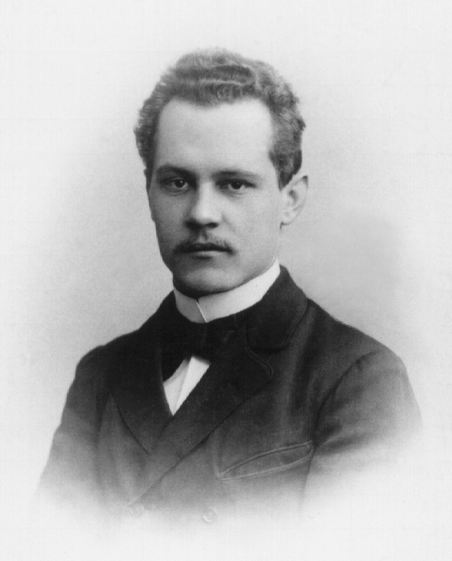
物理学者アーノルト・ゾンマーフェルト(1868-1951)没。

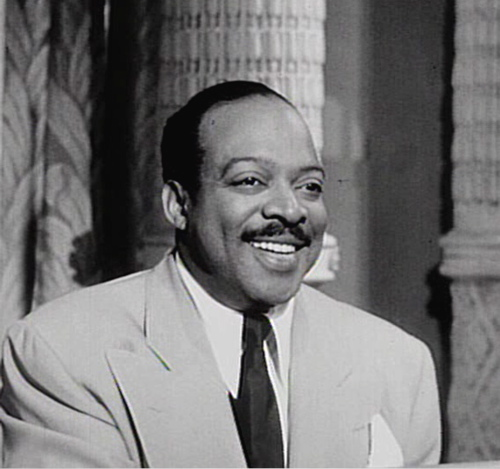
スウィング・ジャズプレイヤー、カウント・ベイシー(1904-1984)没。

- 909年（延喜9年4月4日） - 藤原時平、平安時代の公卿（* 871年）
- 1192年（建久3年3月13日） - 後白河天皇、第77代天皇（* 1127年）
- 1444年 - ロベルト・カンピン、画家（* 1375年頃）
- 1489年（延徳元年3月26日） - 足利義尚、室町幕府9代将軍（* 1465年）
- 1595年（文禄4年3月17日） - 木曾義昌、戦国武将（* 1540年）
- 1641年（寛永18年3月17日） - 細川忠利、初代熊本藩主（* 1586年）
- 1655年（承応4年3月20日） - 有馬忠頼、第2代久留米藩主（* 1603年）
- 1717年 - サミュエル・ベラミー、海賊（* 1689年）
- 1815年 - カールステン・ニーブール、数学者、地図学者、探検家（* 1733年）
- 1835年 - ヘンリー・ケーター、科学者（* 1777年）
- 1843年（天保14年3月27日） - 香川景樹、歌人（* 1768年）
- 1864年（元治元年3月21日） - 堀田正睦、江戸幕府老中、第5代佐倉藩主（* 1810年）
- 1865年 - ジョン・ウィルクス・ブース、俳優、第16代米大統領リンカーンの暗殺者（* 1838年）
- 1866年 - ヘルマン・ゴルトシュミット、天文学者（* 1802年）
- 1889年 - 河鍋暁斎、絵師（* 1831年）
- 1894年 - シャルル・ラヴァル、画家（* 1861年）
- 1902年 - ラザルス・フックス、数学者（* 1833年）
- 1907年 - ヨーゼフ・ヘルメスベルガー2世、ヴァイオリニスト、作曲家、指揮者（* 1855年）
- 1909年 - ダク・パワーズ、プロ野球選手（* 1870年）
- 1910年 - ビョルンスティエルネ・ビョルンソン、詩人、小説家（* 1832年）
- 1920年 - シュリニヴァーサ・ラマヌジャン、数学者（* 1887年）
- 1924年 - ヨーゼフ・ラーボア、作曲家（* 1842年）
- 1924年 - 伊集院彦吉、政治家（* 1864年）
- 1931年 - ジョージ・ハーバード・ミード、社会学者（* 1863年）
- 1940年 - カール・ボッシュ、化学者（* 1874年）
- 1941年 - 石黒忠悳、陸軍軍医総監、日本赤十字社第4代社長（* 1845年）
- 1945年 - パウロー・スコロパードシクィイ、ウクライナ国の国家元首（* 1873年）
- 1951年 - エドワード・ウィリアム・バートン＝ライト、実業家、理学療法士、武道家、バーティツ考案者（* 1860年）
- 1951年 - アーノルト・ゾンマーフェルト、物理学者（* 1868年）
- 1951年 - ジョン・オールデン・カーペンター、作曲家（* 1876年）
- 1955年 - ハンネス・シュナイダー、アルペンスキー指導者（* 1890年）
- 1957年 - 船越義珍、空手家（* 1868年）
- 1960年 - グスタフ・リンドブロム、陸上競技選手（* 1891年）
- 1964年 - 堤康次郎、実業家、第44代衆議院議長（* 1889年）
- 1964年 - アンドレアス・クログ、フィギュアスケート選手（* 1894年）
- 1965年 - アーロン・アヴシャロモフ、作曲家（* 1894年）
- 1968年 - ジョン・ハートフィールド、写真家（* 1891年）
- 1969年 - 植芝盛平、武道家、合気道開祖（創始者）、合気会開設者（* 1883年）
- 1973年 - 石井一郎、暴力団初代石井組（現・石井一家）組長（* 1925年）
- 1977年 - 鷲尾洋三、編集者、実業家（* 1908年）
- 1976年 - アンドレイ・グレチコ、ソビエト連邦国防相（* 1903年）
- 1983年 - 藤原道子、政治家（* 1900年）
- 1983年 - 山田克郎、小説家（* 1910年）
- 1984年 - カウント・ベイシー、ジャズピアニスト（* 1904年）
- 1984年 - バリー・グレイ、作曲家（* 1908年）
- 1984年 - 木村筆之助、大相撲幕内格行司（* 1924年）
- 1984年 - 灘蓮照、将棋棋士（* 1927年）
- 1986年 - 梁川剛一、画家、彫刻家（* 1902年）
- 1986年 - 高橋衛、官僚、政治家、第14-15代経済企画庁長官（* 1903年）
- 1986年 - ブロデリック・クロフォード、俳優（* 1911年）
- 1989年 - 北川民次、洋画家（* 1894年）
- 1989年 - ルシル・ボール、女優（* 1911年）
- 1989年 - 青木伊平、竹下登首相の秘書（* 1930年）
- 1991年 - カーマイン・コッポラ、音楽家（* 1910年）
- 1991年 - 真鍋大覚、航空工学者、暦法家（* 1923年）
- 1992年 - 片山力夫、政治家、元兵庫県相生市長（* 1925年）
- 1994年 - 大山倍達、空手家、極真会館創設者（* 1923年）
- 1996年 - スターリング・シリファント、脚本家、映画プロデューサー（* 1918年）
- 1997年 - 彭真、北京市長、全国人民代表大会常務委員会委員長（* 1902年）
- 1997年 - 藤本英雄、プロ野球選手、監督（* 1918年）
- 1997年 - ハワード・シモンズ・ジュニア、化学者（* 1929年）
- 1997年 - 金原二郎、司会者、アナウンサー（* 1932年）
- 2002年 - 斎藤史、歌人（* 1909年）
- 2003年 - 久保田一竹、染色工芸家（* 1917年）
- 2004年 - ヒューバート・セルビー・ジュニア、小説家（* 1928年）
- 2005年 - 長沢美津、歌人、国文学者 （* 1905年）
- 2005年 - 新保幸太郎、医学者、元札幌医科大学学長（* 1906年）
- 2005年 - 茂木克己、実業家、元キッコーマン社長（* 1915年）
- 2005年 - アウグスト・ロア＝バストス、ジャーナリスト、脚本家、小説家（* 1917年）
- 2005年 - 八木昇、政治家、労働金庫初代理事長（* 1921年）
- 2005年 - マリア・シェル、女優（* 1926年）
- 2005年 - 勝田有恒、法制史学者、一橋大学名誉教授（* 1931年）
- 2006年 - ユヴァル・ネーマン、物理学者、政治家（* 1925年）
- 2007年 - 申鉉碻、大韓民国第13代国務総理（* 1920年）
- 2009年 - 中川秀恭、哲学者、第5代北海道教育大学学長、元国際基督教大学・大妻女子大学学長（* 1908年）
- 2009年 - 志村正浩、映画監督、脚本家（* 1940年）
- 2009年 - レヴァン・ミケラーゼ、外交官、政治家（* 1957年）
- 2010年 - 二代目柳家紫朝、音曲師（* 1929年）
- 2011年 - 宇野誠一郎、シンガーソングライター、編曲家（* 1927年）
- 2011年 - 田崎俊作、実業家、田崎真珠（現TASAKI）創業者（* 1929年）
- 2011年 - フィービ・スノウ、歌手、作曲家、ギタリスト（* 1950年）
- 2012年 - 唐橋東、教育者、政治家、元福島県喜多方市長（* 1912年）
- 2013年 - 柴田睦夫、弁護士、政治家（* 1928年）
- 2013年 - ジョージ・ジョーンズ、歌手（* 1931年）
- 2013年 - アレクサンドル・リフシツ、政治家、企業家（* 1946年）
- 2013年 - 岡村新太郎、サッカー選手、指導者（* 1948年）
- 2014年 - 林政義、電気技術者、実業家、元中部電力副社長（* 1922年）
- 2014年 - 江頭郁生、実業家、元日動火災海上保険（現東京海上日動火災保険）社長（* 1931年）
- 2014年 - 牧昭男、プロボクサー（* 1936年）
- 2014年 - サンドロ・ロポポロ、プロボクサー、元WBA・WBC世界ジュニアウェルター級王者（* 1939年）
- 2014年 - 岡田れえな、タレント、女優（* 1987年）
- 2015年 - 谷桃子、バレリーナ、谷桃子バレエ団総監督（* 1921年）
- 2015年 - 有賀のゆり、バッハ研究者、チェンバロ奏者、同志社女子大学名誉教授（* 1928年）
- 2016年 - 戸川昌子、推理作家、歌手（* 1931年）
- 2016年 - 前田健、お笑い芸人、ものまねタレント（* 1971年）
- 2017年 - 高田良信、聖徳宗僧侶、法隆寺128世管主、聖徳宗第5代管長（* 1941年）
- 2017年 - ジョナサン・デミ、映画監督、映画プロデューサー、脚本家（* 1944年）
- 2018年 - 藤枝晃雄、美術評論家、武蔵野美術大学名誉教授（* 1936年）
- 2018年 - チャールズ・ネヴィル、サクソフォーン奏者（* 1938年）
- 2018年 - 石井義信、サッカー選手、指導者（* 1939年）
- 2019年 - エレン・シュヴィールス、女優（* 1930年）
- 2019年 - 吉田淑則、実業家、技術者、元JSR社長（* 1939年）
- 2020年 - ジュリエット・キエザ、ジャーナリスト、政治家（* 1940年）
- 2020年 - 森英樹、憲法学者、名古屋大学名誉教授（* 1942年）
- 2021年 - タマラ・プレス、陸上競技選手、1960年ローマ五輪・1964年東京五輪金メダリスト（* 1937年）
- 2021年 - 11代目桂小米、落語家（* 1950年）
- 2021年 - 和泉宏隆、ジャズ・フュージョンピアニスト（元T-SQUARE）（* 1958年）
- 2022年 - 矢島稔、昆虫学者、群馬県立ぐんま昆虫の森名誉園長（* 1930年）
- 2022年 - クラウス・シュルツェ、作曲家、電子音楽ミュージシャン（* 1947年）
- 2023年 - 勝匡昭、実業家、元ユニチカ社長（* 1934年）
- 2023年 - 岩崎堅一、建築家、武蔵工業大学（現東京都市大学）名誉教授（* 1939年）
- 2023年 - 福間健二、詩人、翻訳家、映画監督、首都大学東京名誉教授（* 1949年）
- 2024年 - 加藤常昭、実践神学者、説教師（* 1929年）
- 2024年 - 桂由美、ファッションデザイナー（* 1930年）
- 2024年 - デイヴィッド・ジョン・オサリヴァン、調教師（* 1933年）
- 2024年 - 前川芳男、プロ野球審判員（* 1941年）
- 2024年 - 三迫将弘、元プロボクサー、ボクシングトレーナー（* 1952年）
- 2025年 - 林おかぎ、スーパーセンテナリアン（* 1909年）

## 記念日・年中行事

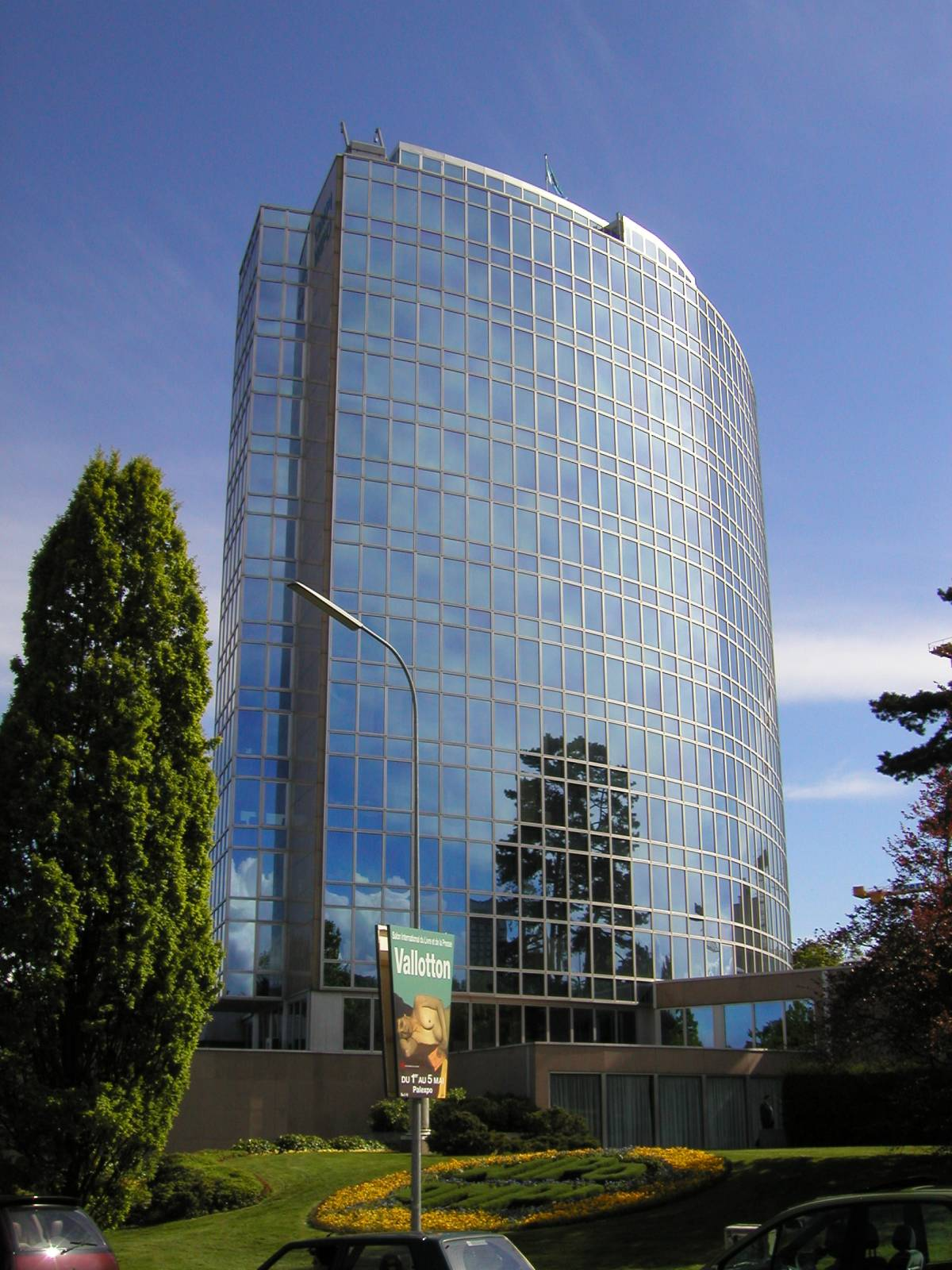
世界知的所有権の日。画像はジュネーヴのWIPO本部。

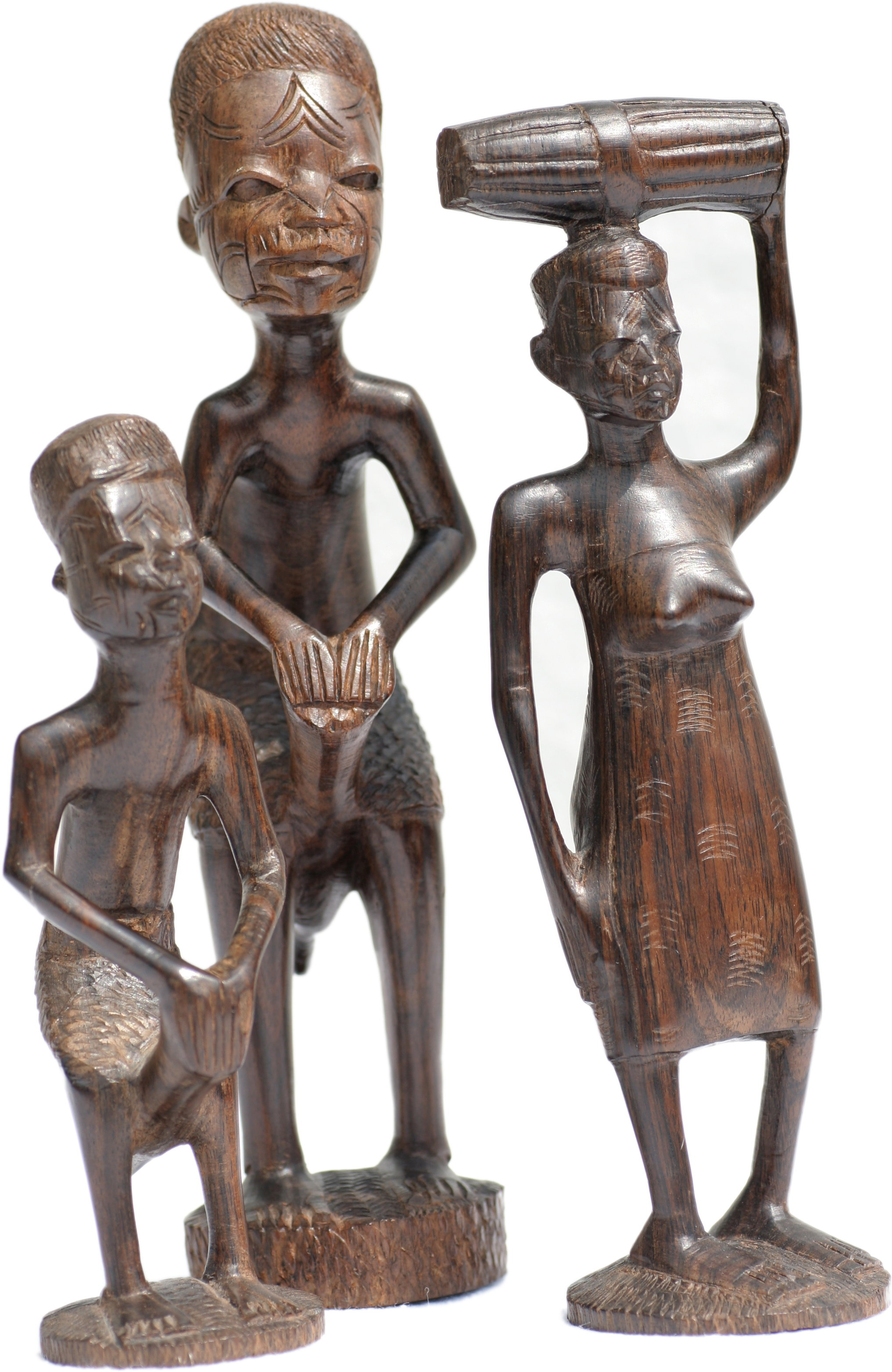
タンザニアの連合記念日。画像はマコンデ族の彫刻。

- 世界知的所有権の日 (World Intellectual Property Day)（ 世界）
知的財産権の啓蒙のため、世界知的所有権機関 (WIPO) が2000年に制定。1970年のこの日に「世界知的所有権機関を設立する条約」が発効し、世界知的所有権機関が発足したことを記念。
- 連合記念日（ タンザニア）
1964年のこの日、タンガニーカとザンジバルが合併してタンザニア連合共和国となったことを記念。
- リメンバー・チェルノブイリ・デー
1986年のチェルノブイリ原子力発電所事故にちなむ。
- よい風呂の日（ 日本）
「よい(4)ふ(2)ろ(6)」の語呂合わせ。毎月26日は「風呂の日」になっている。
- Dな日（ 日本）
BIGBANGのD-LITEの誕生日である4月26日を、ファンとD-LITEが出会うために最も大切な日である“Dな日”とエイベックス・エンタテインメント株式会社が制定。一般社団法人日本記念日協会より認定登録された[8]。
- オンライン麻雀の日（ 日本）
株式会社シグナルトークが制定。「4人でつる(26)む」、「for(4)ツモ(26)」、「四副露（スー(4)フー(2)ロ(6)）」などの語呂合わせから[9]。